# 터한 베이

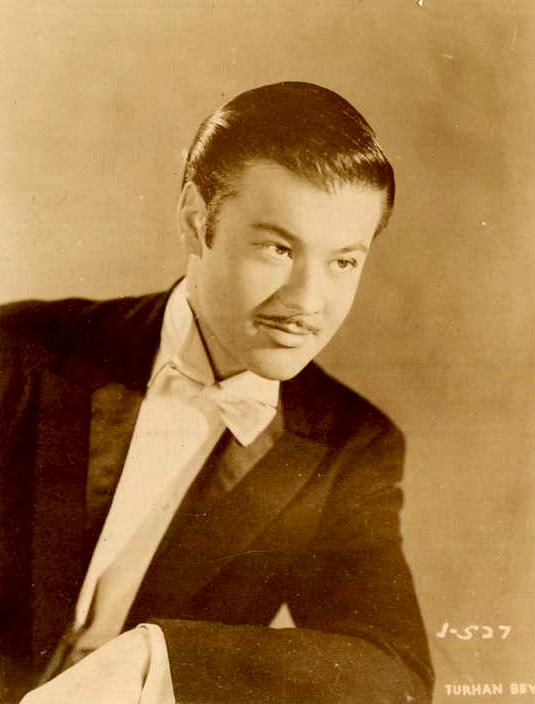

터한 베이(Turhan Bey, 1922년 3월 30일 ~ 2012년 9월 30일)는 오스만 제국의 배우, 텔레비전 배우, 영화배우, 영화 프로듀서이다.
빈에서 태어났으며 빈에서 사망하였다. 사인은 파킨슨병이다.

## 영화
- 헐리우드 차이니즈 (2007년) - 본인 역
- 그리드 러너 (1995년)
- 스케이트보드 키드 2 (1995년)
- 다크 나이트 (1994년)
- 폴로우 더 보이즈 (1944년)
- 드래곤 씨드 (1944년) - 라오 이어 역
- 알리바바와 40인의 도적 (1944년)
- 화이트 세비지 (1943년)
- 아라비안 나이트 (1942년)
- 미이라의 무덤 (1942년)